# Wisin & Yandel
Wisin & Yandel sono un duo musicale portoricano reggaeton composto da Juan Luis Morera Luna (Wisin) (Cayey, 19 dicembre 1978) e da Llandel Veguilla Malavé (Yandel) (Cayey, 14 gennaio 1978). Sono esponenti di un noto genere latino: il reggaeton. Sono chiamati "W & Y", "El Dúo de la Historia" e "El Dúo Dinámico"; il loro patrimonio netto è di 40 milioni di dollari.

## Storia del gruppo

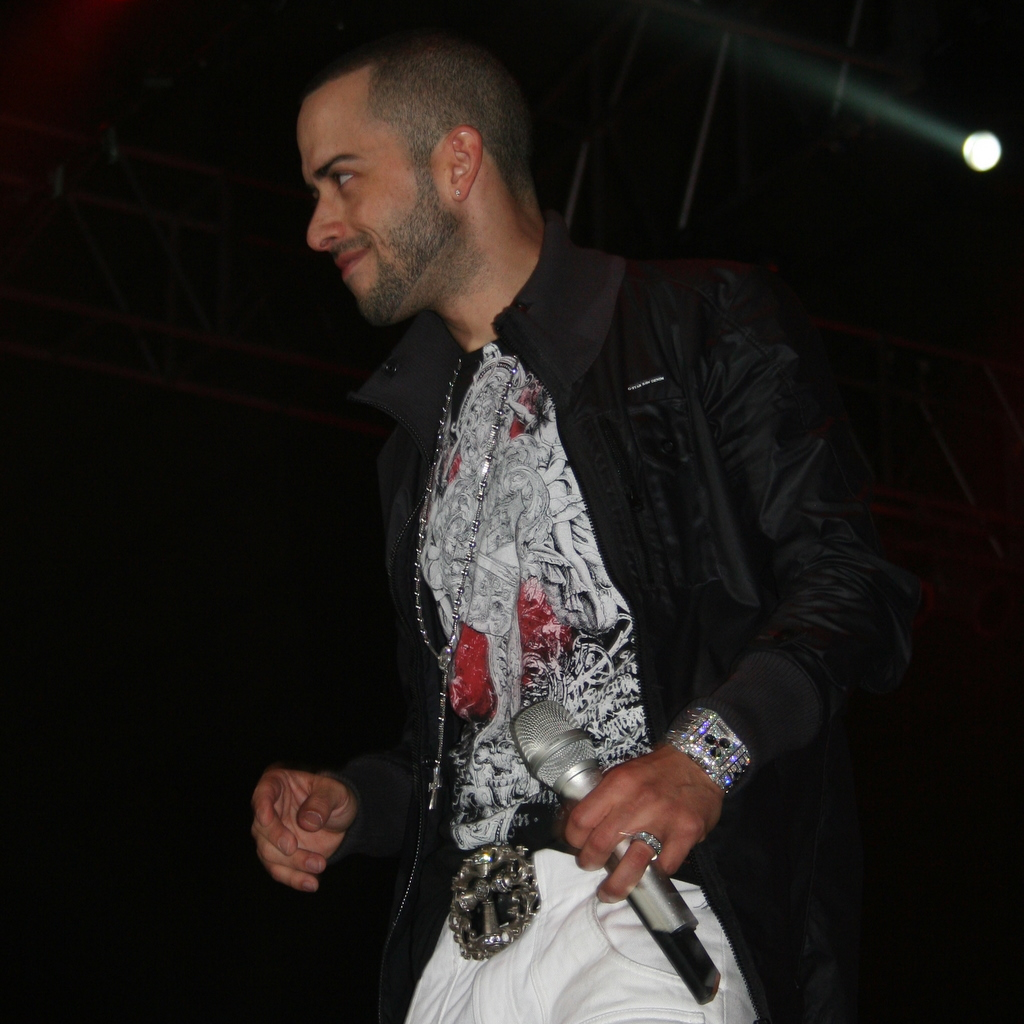
Yandel

Nella sua città natale, Yandel lavorava come parrucchiere, mentre Wisin aveva concluso gli studi di teatro e interpretazione. Con gli stessi gusti musicali, iniziarono la loro carriera musicale. Nel 1998 collaborarono in No Fear 3, una produzione di DJ Dicky; l'anno seguente, in La Misión, Vol.1, della casa discografica Fresh Production. Quest'ultimo fu disco d'oro, e la produzione si affrettò a produrre il primo album del duo, intitolato Los Reyes del Nuevo Milenio (2000).
Successivamente pubblicarono vari dischi tutti Dischi d'oro: De Nuevos a Viejos (2001), Mi Vida... My Life (2003) e De Otra Manera (2004). Furono ricompensati anche con il Premio "Tu Música 2002" nella categoria di miglior duo di rap e reggaeton. Nel 2004 si temette il peggio con una separazione del duo, quando vennero pubblicati due album da solisti: Wisin lanciò El Sobreviviente, mentre Yandel pubblico ¿Quién contra mí?.
Anche se le vendite furono considerevoli, la possibile separazione di Wisin y Yandel fu smentita. Nel 2005 il duo presentò Pa'l Mundo, che ebbe un altro folgorante esito, con temi tanto popolari come Rakata e Noche de Sexo. L'album gli valse una nomination ai Premi Billboard. Nello stesso anno annunciarono la creazione di una loro etichetta discografica, WY Records, con il quale pubblicarono nel 2006 Los Vaqueros e Los Vaqueros Wild Wild Mixes (remix del precedente), dove contarono collaborazioni con importanti figure del reggaeton. Canzoni come El teléfono e Yo te quiero diventarono immediatamente popolari.

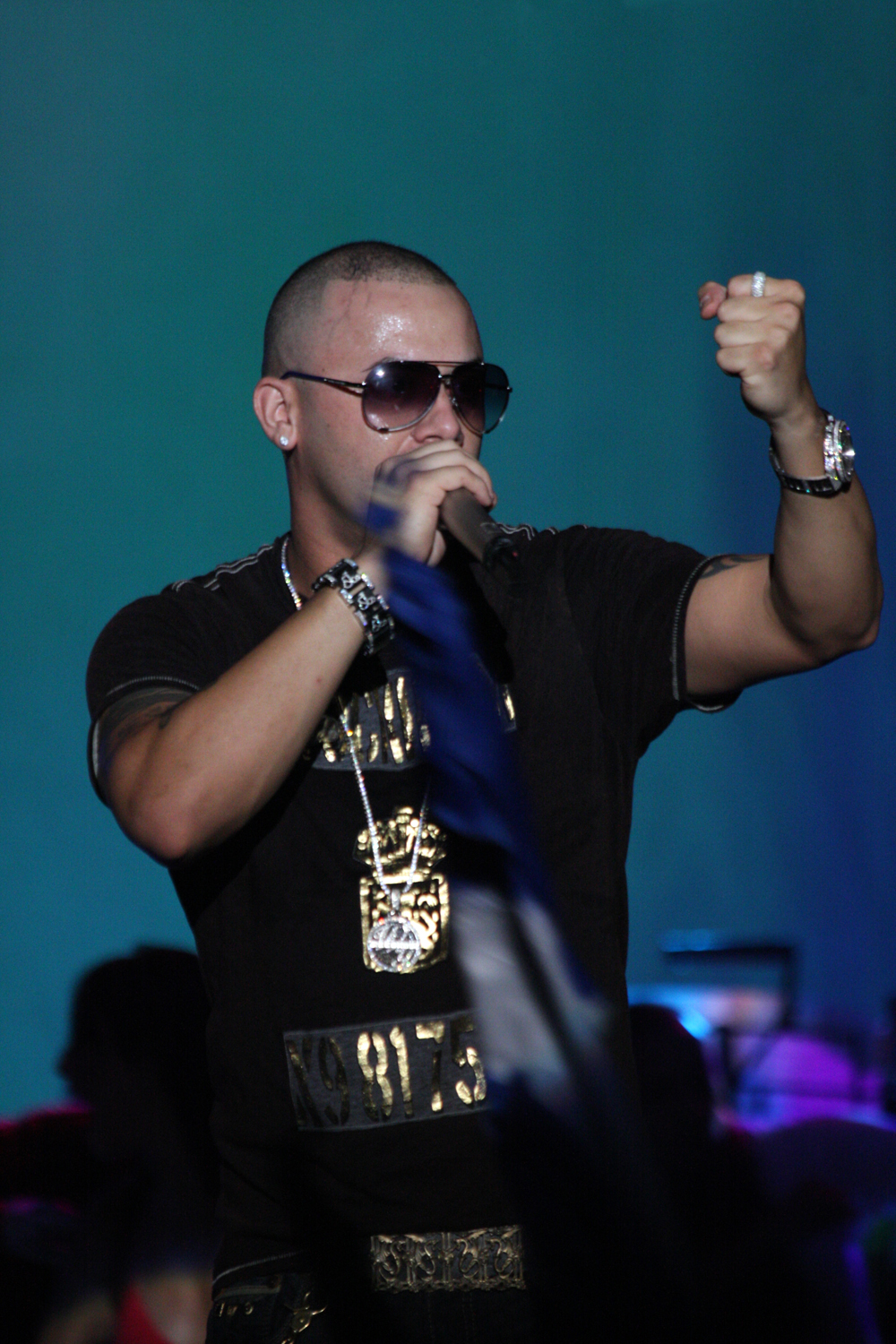
Wisin

Il loro prestigio nell'ambito del reggaeton è tale che Wisin & Yandel con Don Omar sono chiamati "El triángulo de las Bermudas del reggaetón". Loro stessi hanno iniziato a chiamarsi "Los Extraterrestres", che è anche il titolo di un album pubblicato nel 2007. Dall'uscita di quest'ultimo album la loro fama inizia ad allargarsi e ad affermarsi negli Stati Uniti, in tutta l'America latina nonché in Europa e Australia. L'album è premiato nel 2008 con il Latin Grammy e nel 2009 con il più prestigioso Grammy Awards come miglior album di musica urbana oltre che con 3 dischi di platino per le oltre 600 000 copie vendute. L'11 novembre 2008 è la data di uscita di Wisin y Yandel presentan: La mente Maestra prodotto da "Nesty" che vede la collaborazione di tutti gli artisti facenti parte della loro "compagnia discografica" "WY records". Si tratta di Gadiel (fratello di Yandel), Tony Dize, Jayko, Franco el Gorila, El Tico.
Il 26 maggio 2009 viene lanciato il nuovo album dal titolo La revolución. In questo lavoro sono presenti collaborazioni con i maggiori cantanti internazionali come 50 Cent (nel singolo Mujeres in The Club) ma anche con Ednita Nazario, Ivy Queen, Yaviah e Yomo. Il duo inoltre lavora per produrre (così come fecero per l'album di Tony Dize, La melodia de la Calle) l'Album di Franco el Gorila Welcome to the Jungle e l'album di Jayko. La revolución si riconferma un successo e consolida la loro presenza nelle classifiche statunitensi e del mondo latino. Il singolo "Abusadora" è premiato il 5 novembre 2009 con il Latin Grammy come miglior singolo di musica urbana dell'anno neanche un mese dopo aver ricevuto i premi come miglior video dello stesso singolo e miglior artista dell'anno agli MTV Los Premios. Il 23 novembre 2009 esce di questo cd la versione Reloaded contenente collaborazioni con T-Pain, Akon e Enrique Iglesias.
Nel corso della loro carriera, Wisin e Yandel hanno collaborato con molti artisti statunitensi dei generi hip hop, rap, pop e R&B, tra i quali David Bisbal, Bone Thugs-N-Harmony, Nelly Furtado, Luis Fonsi, Fat Joe, Ja Rule, Eve, R. Kelly, G-Unit, Akon, Enrique Iglesias, Ricky Martin, Aventura, 50 Cent, RBD, Assia Ahhatt e Jennifer Lopez (Follow the Leader).

## Discografia

### Album
- 2000 - Los reyes del nuevo milenio
- 2001 - De nuevos a viejos
- 2003 - Mi vida... my life
- 2004 - De otra manera
- 2005 - Pa'l mundo
- 2007 - Wisin vs. Yandel: los extraterrestres
- 2008 - Los Extraterrestres: Otra Dimension
- 2008 - Wisin y Yandel presentan La Mente Maestra
- 2009 - La revolución
- 2011 - Los vaqueros: el regreso
- 2012 - Líderes
- 2018 - Los campeones del pueblo
- 2019 - La Gerencia

### Raccolte
- 2009 - El dúo de la historia Vol. 1
- 2010 - Lo mejor de la compañia

### Album dal vivo
- 2007 - Tomando control: live
- 2010 - La revolución: live

### Album collaborativi
- 2007 - Los vaqueros
- 2008 - La mente maestra

### Album solisti
Wisin
- 2004 - El sobreviviente
- 2014 - El regreso del sobreviviente
- 2015 - Los Vaqueros: La Trilogia
- 2017 - Victory

Yandel
- 2003 - Quién contra mí
- 2013 - De líder a leyenda
- 2015 - Dangerous
- 2017 - #UPDATE
- 2019 - The One
- 2020 - ¿Quién Contra Mí 2?